# Opistophthalmus schultzei
Espèce
Synonymes
- Opisthophthalmus undulatus Kraepelin, 1908
- Opisthophthalmus laevicauda Roewer, 1943

Opistophthalmus schultzei est une espèce de scorpions de la famille des Scorpionidae.

## Distribution
Cette espèce est endémique du ǁKaras en Namibie,.

## Description
Le tronc du mâle syntype mesure 34 mm et la queue 32 mm et le tronc de la femelle syntype mesure 39 mm et la queue 39 mm.

## Étymologie
Cette espèce est nommée en l'honneur de Leonhard Schultze-Jena.

## Publication originale
- Kraepelin, 1908 : Skorpione und Solifugen. Zoologische und anthropologische Ergebnisse e Forschungsreise in Sudafrika. Denkschriften der Medicinisch-naturwissenschaftlichen Gesellschaft zu Jena, vol. 13, p. 247-282 (texte intégral).